# 야나기다 이치노
야나기다 이치노(柳田 一乃)는 《파이팅! 대운동회》의 주인공이다. 한국명은 신나라.

## 성우
히사카와 아야 / 유남희

## 프로필
4982년 12월 31일 출생. 일본의 오사카 출신으로 한신 타이거스의 팬. 칸자키 아카리와는 둘도 없는 친구로 한심했던 아카리를 성장시키고 수영을 가르친 장본인. 그러자 무섭게 성장한 아카리와 달리기 연습 도중에 다리를 삐끗해서 자신을 잃고 자퇴를 선언한다. 나중에는 부상당한 몸을 이끌고 골 앞에서 경기를 포기하려는 아카리를 응원해서 아카리가 분발하여 최종시험에서 1위로 골인한다. 초운동회편에서는 부상이 다 나아서 복귀하여 활약한다. '잇짱'이라는 애칭이 있는데 아카리는 이치노를 항상 그렇게 부른다.